# 1812년 스페인 헌법
스페인 군주국의 정치 헌법(스페인어: Constitución Política de la Monarquía Española)은 카디스 헌법(스페인어: Constitución de Cádiz)으로도 알려져 있으며 라 페파라는 별명으로 불린다. 이 헌법은 스페인 최초의 헌법이자 세계 역사상 가장 초기에 성문화된 헌법 중 하나였다. 이 헌법은 1812년 3월 19일 카디스 코르테스에 의해 비준되었다. 카디스 코르테스는 스페인령 아메리카와 필리핀을 포함하여 전국 및 그 속령의 대표자들이 참여한 최초의 스페인 입법부였다. "이는 19세기 초 스페인과 스페인령 아메리카의 자유주의를 정의했다."
로마 가톨릭을 스페인의 유일하고 합법적인 국교로 선포한 점을 제외하고, 이 헌법은 당시 가장 자유주의적인 헌법 중 하나였다. 이 헌법은 국민주권, 권력 분립, 출판의 자유, 자유 기업을 확인하고, 회사 특권(푸에로스)을 폐지하며, 의원내각제를 갖춘 입헌군주제를 수립했다. 또한 복잡한 간접 선거 제도를 통해 일부 예외를 제외하고 보통 남성 참정권을 허용한 최초의 헌법 중 하나였다. 이 헌법은 스페인령 아메리카와 필리핀에 정치적 대표권을 확대하여, 해외 태생 스페인인들의 요구에 대한 중요한 진전이 되었다.
페르난도 7세 국왕이 1814년에 권력을 되찾았을 때, 그는 코르테스를 해산하고 헌법을 폐지하여 전제군주제를 재확립했다. 헌법은 자유주의 3년기 (1820-1823) 동안 복원되었고, 진보당 (스페인)이 1837년 스페인 헌법을 준비하는 동안 1836-1837년에 다시 복원되었다. 이는 스페인과 스페인령 아메리카의 이후 헌법에 중요한 모델이 되었다. 그러나 그 사이에 1815년, 페르난도 7세가 아메리카의 통제권을 되찾기 위해 왕당파 군대를 파견하면서 새로운 군사 충돌의 물결이 전개되었다. 이 시기는 일반적으로 복원 또는 재정복으로 불린다. 그러나 이 용어들에 대한 고찰은 둘 사이의 차이점을 깊이 파고든다. 전반적으로, 이 시기를 스페인 권위의 복원으로 보아야 할지 아니면 영토의 재정복으로 보아야 할지 숙고하고 있다.

## 나폴레옹의 정치적 변화
1808년 나폴레옹의 스페인 침공까지 페르난도 7세는 전제군주제로 통치했다. 나폴레옹은 페르난도의 퇴위와 아버지 카를로스 4세의 권리 포기를 강요한 다음, 그의 형 조제프 보나파르트를 스페인 왕위에 앉혔다.
스페인 조제프 1세의 정통성을 확보하기 위해 나폴레옹은 자신이 선택한 대표들로 구성된 코르테스를 소집하여 조제프를 정당한 군주로 선포하게 했다. 코르테스는 프랑스식 바이욘 헌법을 승인하고 172명의 의원으로 구성된 코르테스 소집을 요구했으며, 이 중 62명은 스페인령 아메리카 출신이어야 했다. 또한 아메리카 태생 및 필리핀 태생 스페인인들의 통제를 받는 인도 제도 섹션이 있는 국무원이 있어야 했는데, 이는 스페인이 스페인령 아메리카와 필리핀을 계속해서 부르던 이름이었다. 코르테스의 동의를 얻어 조제프 보나파르트의 통치를 합법화하려는 이러한 공식적인 시도에도 불구하고, 이는 반도 스페인인들뿐만 아니라 스페인령 아메리카와 필리핀에서도 거부되었다. 이는 "스페인 제국의 붕괴를 초래한 과정을 시작했기" 때문에 매우 중요했다. 마드리드의 나폴레옹 정권은 두 가지 문제를 강요했다: 식민지들이 스스로의 문제를 추구할 상대적 자유와 제국 의회에서의 대표권.

## 스페인 카디스 코르테스

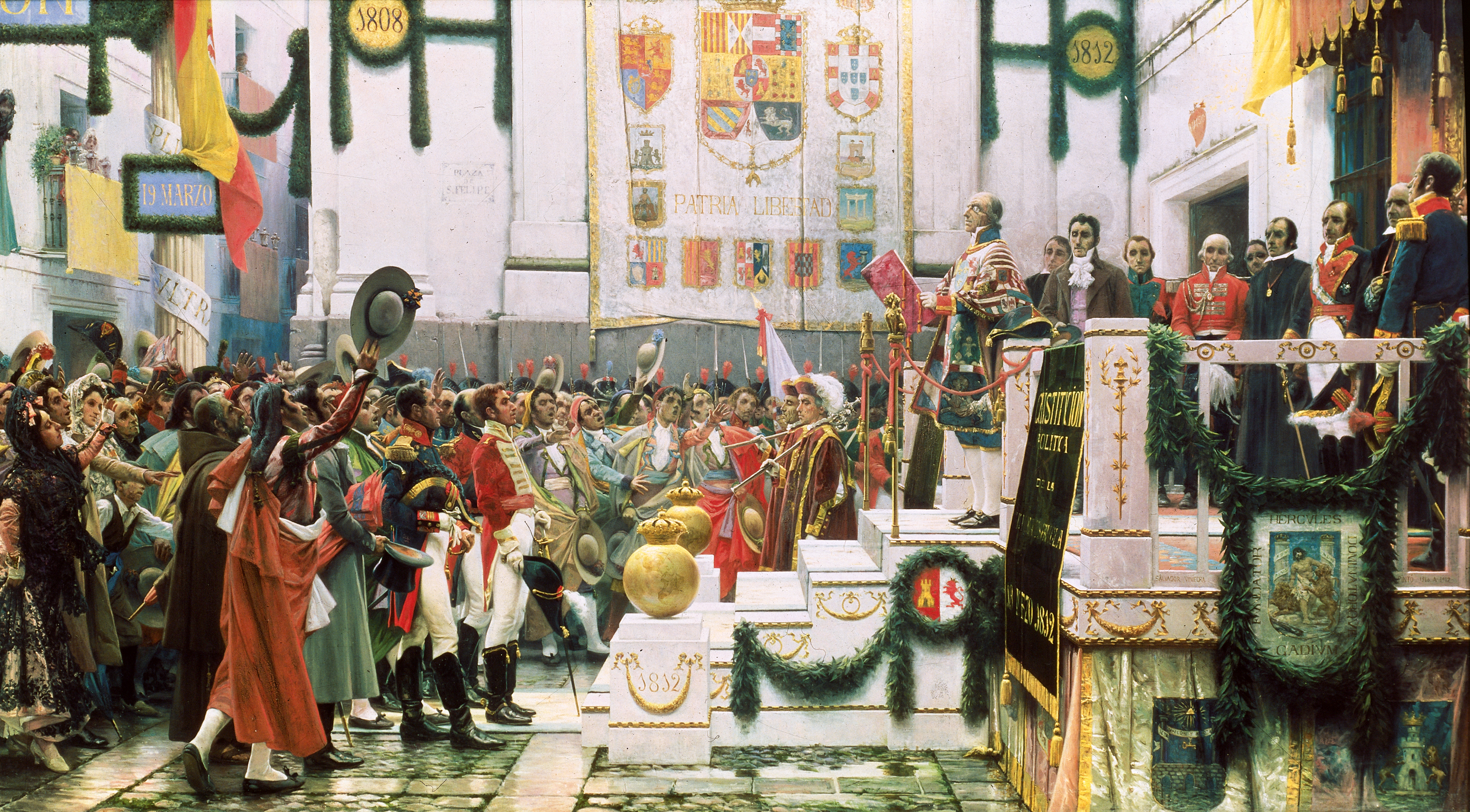
1812년 헌법 공포, 살바도르 비니에그라의 작품 (카디스 코르테스 박물관).

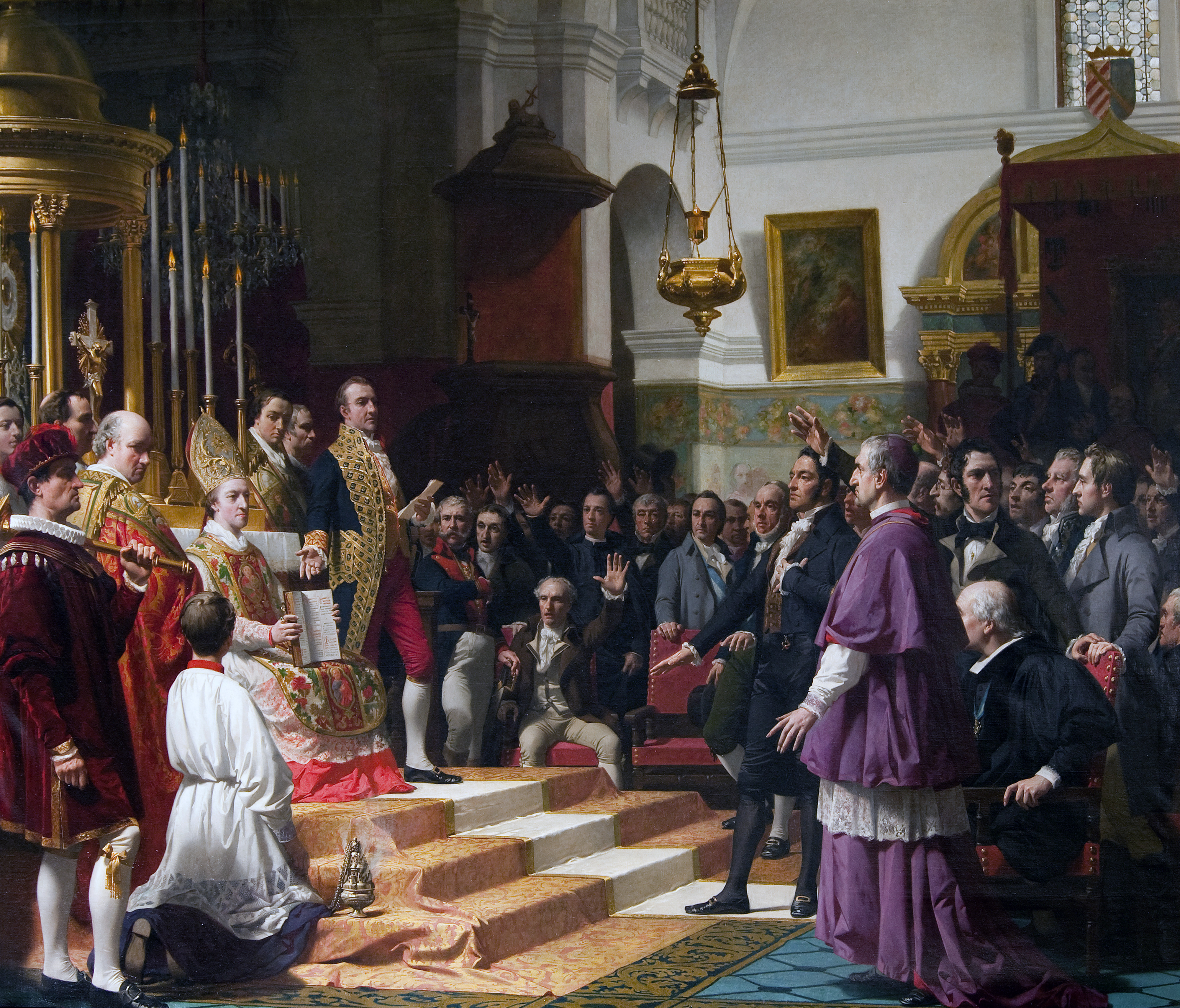
1810년 카디스 코르테스 선서. 호세 카사도 델 알리살의 유화, 1863년.

반도와 해외의 스페인인들이 새로운 정치 현실에 직면하면서, 이는 그들에게 통치 정통성의 위기를 초래했다. 스페인의 많은 지역에서는 정당한 군주를 대신하여 통치할 훈타를 만들었다. 다수의 훈타를 조정하기 위해 최고 중앙 훈타가 설립되었다. 나폴레옹은 스페인 제국이 구성될 새로운 길을 열었다. 그의 비전은 스페인 식민지들의 더 큰 평등과 자율성에 대한 열망을 인정했다. 나폴레옹의 통치를 거부한 스페인인들은 스페인령 아메리카와 필리핀이 제국에 충성하도록 정치적 유인책을 제공해야 했다. 스페인과 아메리카 및 필리핀의 스페인 제국 해외 구성 요소의 대표들을 포함하는 새로운 코르테스가 소집되었다. 스페인인들은 임시 스페인 정부인 최고 중앙 훈타를 조직하고, 정통성을 확고히 주장하는 정부를 수립하기 위해 제국 내 모든 스페인 주 대표들이 모이는 코르테스 소집을 요구했다. 훈타는 1808년 9월 25일 아랑후에스에서 처음 모였고, 나중에 세비야에서 모였다가 카디스로 후퇴했다. 카디스는 요새화된 항구였기 때문에 코르테스가 열리기에 가장 안전한 장소였다. 진격하는 프랑스군과 황열 발생을 피해 후퇴하던 최고 중앙 훈타는 레온섬으로 이동했으며, 이곳은 스페인과 영국 해군의 도움을 받아 보급 및 방어할 수 있었고, 스스로 해산하여 코르테스가 소집될 때까지 섭정을 남겼다. 카디스 코르테스는 프랑스군의 포위 속에서 헌법을 제정하고 채택했는데, 처음에는 레온섬(현재 산페르난도), 그 다음에는 카디스 만의 대서양 쪽에 있는 얕은 수로로 본토와 분리된 섬, 그리고 전략적으로 중요한 작은 도시 카디스 자체에서 이루어졌다.
1810년 카디스에서 코르테스가 소집되었을 때, 프랑스군을 몰아낼 수 있다면 스페인의 정치적 미래에는 두 가지 가능성이 있었다. 첫째는 특히 가스파르 멜초르 데 호베야노스가 대표했던 앙시앵 레짐("구 체제")의 복원이었고, 둘째는 어떤 종류의 성문 헌법을 채택하는 것이었다.
코르테스는 혁명적인 의도를 가지고 있지 않았다. 최고 중앙 훈타는 정당하다고 여겨지는 군주가 없는 상태에서 단순히 스페인 합법 정부의 연속으로 보았기 때문이다. 새로운 코르테스의 개회식은 1810년 9월 24일 현재 왕립 코르테스 극장으로 알려진 건물에서 열렸다. 개회식에는 시민 행렬, 미사, 그리고 섭정의 의장이자 오렌세 주교인 페드로 케베도 이 퀸타나가 참석자들에게 충실하고 효율적으로 임무를 수행할 것을 촉구하는 내용이 포함되었다. 그럼에도 불구하고, 프랑스에 저항하는 행위 자체는 왕실 주권 교리에서 어느 정도 벗어나는 것이었다. 만약 주권이 전적으로 군주에게 있다면, 카를로스와 페르난도의 나폴레옹에게 양위는 조제프 보나파르트를 스페인의 합법적인 통치자로 만들었을 것이다.
카디스에 모인 대표들은 스페인 전체 엘리트보다 훨씬 더 자유주의적이었고, 전쟁이 없었다면 스페인에서 만들어지지 않았을 훨씬 더 자유주의적인 문서를 만들어냈다. 가장 보수적인 목소리는 카디스에 거의 없었고, 프랑스에 사실상 죄수였던 페르난도 국왕과는 효과적인 소통이 없었다. 1810-1812년 코르테스에서는 영국이 도시를 보호하는 묵시적 지지를 받는 자유주의 의원들이 다수였고, 교회와 귀족 대표들은 소수를 구성했다. 자유주의자들은 법 앞의 평등, 중앙집권적 정부, 효율적인 현대 공무원 제도, 세금 제도의 개혁, 봉건제 특권을 계약자유의 원칙으로 대체하는 것, 그리고 재산 소유자가 자신의 재산을 원하는 대로 사용할 권리의 인정을 원했다. 곧 세 가지 기본 원칙이 코르테스에 의해 비준되었다. 즉, 주권이 국민에게 있다는 것, 페르난도 7세의 스페인 국왕으로서의 정당성, 그리고 의원들의 불가침성이다. 이로써 정치 혁명을 향한 첫걸음이 시작되었다. 나폴레옹의 개입 이전에는 스페인이 부르봉가와 그 전임자인 합스부르크가에 의해 전제군주제로 통치되었기 때문이다. 코르테스가 자유주의에서 만장일치는 아니었지만, 새로운 헌법은 왕권과 가톨릭 교회의 권력을 상당히 축소했다(가톨릭은 여전히 국교로 남아 있었다).

## 조항

1812년 헌법에 따른 스페인 국가 지도.

새 헌법의 주요 목표는 자의적이고 부패한 왕실 통치를 막는 것이었으므로, 의회 통제를 받는 장관들을 통해 통치하는 제한된 군주제를 규정했다. 이 헌법은 행정, 입법, 사법의 세 가지 정부 부처의 구조를 명시했다.
헌법은 10개의 주요 장(Títulos)에 384개 조항을 담고 있다. 제1장은 스페인 국민과 스페인인(제1-9조)이었다. 제2장(제12-26조)은 스페인 영토, 종교, 정부 및 시민권에 관한 것이었다. 제3장(제27-167조)은 정부의 입법부인 코르테스를 다루었다. 제4장 국왕(제168-241조)은 군주권의 권한과 제한을 정의했다. 제5장 재판소 및 민형사 사법 행정(제242-308조)은 특정 법원에서 법률이 어떻게 시행될 것인지에 관한 것이었다. 제6장 지방 및 푸에블로의 내부 정부(제309-323조)는 지방 및 지역 수준의 통치를 명시했다. 제7장 재정 기여(제338-355조)는 세금 문제를 다루었다. 제8장 국군(제356-365조)은 군대가 어떻게 운영될 것인지 명시했다. 제9장 공교육(제366-371조)은 초등학교부터 대학교까지의 균일한 공교육과 표현의 자유(제371조)를 요구했다. 제10장 헌법 준수 및 개정 절차(제366-384조)에 관한 것이었다. 이 헌법에는 미국의 헌법이 처음 비준되었을 때처럼 권리 장전이 없었다. 시민의 권리와 의무는 스페인 헌법의 개별 조항에 포함되었다.
재산 자격에 따라 결정되지 않는 남성 선거권은 교회나 귀족을 위한 특별 조항이 없었기 때문에 새 의회에서 상업 계층의 입지를 강화했다. 전통적인 재산 제한의 폐지는 자유주의자들이 원했던 더 자유로운 경제를 제공했다. 1830년까지 유권자의 문해력에 대한 규정이 없어 대중 남성들이 선거권에 접근할 수 있었다. 헌법은 다양했던 역사적 지역 정부 구조를 유지하는 대신, 새로 개혁되고 통일된 지방 정부와 자치 단체를 기반으로 이베리아 반도와 해외 구성 요소 모두에 대한 중앙 집중식 행정 시스템을 구축했다.
헌법에 따라 처음으로 설립된 지방 정부는 과달라하라 콘 몰리나 주에 있었다. 수도 과달라하라가 지속적인 전투의 현장이었기 때문에 그 대표단은 1813년 4월 앙기타 마을에서 처음으로 회의를 가졌다.

### 스페인 시민권 확립
헌법 초안 작성 과정에서 가장 많이 논의된 문제 중 하나는 전 세계 스페인 영토에 거주하는 원주민과 혼혈인 인구의 지위였다. 해외 지방 중 가장 인구가 많은 지역들이 특히 대표되었다. 누에바에스파냐 부왕령과 페루 부왕령 모두 대표자들이 참석했으며, 중앙아메리카, 스페인령 카리브의 섬들, 플로리다, 칠레, 알토페루 그리고 필리핀도 마찬가지였다. 총 대표자 수는 303명이었고, 이 중 37명은 해외 영토 출신이었으나 이들 중 일부는 카디스 시에 거주하는 아메리카 난민들이 선출한 임시 대리인(suplentes)이었다. 즉, 누에바에스파냐에서 7명, 중앙아메리카에서 2명, 페루에서 5명, 칠레에서 2명, 리오데라플라타에서 3명, 누에바그라나다에서 3명, 베네수엘라에서 3명, 산토도밍고에서 1명, 쿠바에서 2명, 푸에르토리코에서 1명, 필리핀에서 2명이었다. 대부분의 해외 대표자들은 크리오요였지만, 대다수는 스페인 제국의 모든 원주민, 혼혈인, 자유 흑인들에게 선거권을 확대하여 미래 코르테스에서 해외 영토가 다수를 차지하게 되기를 원했다. 반도 스페인 출신 대표자들의 대다수는 비반도 출신들의 비중을 제한하고자 했기 때문에 이러한 제안에 반대했다. 당시 최고의 추정치에 따르면, 반도 스페인은 약 1천만에서 1천1백만 명의 인구를 가졌고, 해외 지방은 총 약 1천5백만에서 1천6백만 명의 인구를 가졌다. 코르테스는 궁극적으로 국적과 시민권(즉, 투표권을 가진 자)을 구분하는 것을 승인했다.
헌법은 양반구에 걸쳐 스페인 군주국에 속했던 영토의 원주민들에게 스페인 시민권을 부여했다. 1812년 헌법은 아메리카 원주민을 스페인 시민권에 포함시켰지만, 아프리카계 아메리카인의 카스타에 대한 시민권 취득은 노예를 제외한 귀화를 통해서였다. 스페인 국적자는 스페인 영토에서 태어났거나, 귀화했거나, 10년 이상 영구적으로 거주한 모든 사람으로 정의되었다. 헌법 제1조는 "스페인 국민은 양반구의 스페인인들의 총체이다"라고 명시했다. 투표권은 스페인 또는 스페인 제국 영토에 기원을 둔 스페인 국적자에게 부여되었다. 이는 반도 스페인뿐만 아니라 해외 스페인 영토의 사람들의 법적 지위를 변화시키는 결과를 낳았다. 후자의 경우, 스페인 혈통의 사람들뿐만 아니라 원주민들도 전제군주의 신민에서 왕실 주권이 아닌 국민 주권의 원칙에 뿌리를 둔 국가의 시민으로 전환되었다. 동시에 헌법은 자유 흑인과 물라토의 시민권을 인정했지만, 자동적인 시민권은 명시적으로 부인했다. 또한, 그들은 특정 지방이 코르테스에 파견할 대표자 수를 설정하는 목적을 위해 계산되지 않았다. 이는 해외 영토에서 약 6백만 명의 사람들이 명부에서 제외되는 결과를 낳았다. 부분적으로, 이러한 합의는 미래 코르테스에서 아메리카 대표와 반도 대표의 수에서 동등성을 달성하려는 반도 의원들의 전략이었지만, 소수의 사람들에게 정치 권력을 유지하고자 했던 보수적인 크리오요 대표들의 이해관계에도 부합했다.
대부분의 반도 의원들은 또한 많은 해외 의원들이 주장하는 연방주의 사상에 기울지 않았는데, 이는 아메리카와 아시아 영토에 더 큰 자치권을 부여했을 것이다. 따라서 대부분의 반도인들은 중앙집권적 정부에 대한 절대주의자들의 경향을 공유했다. 헌법에서 해외 영토를 다루는 또 다른 측면은 페르난도 7세의 취향에 맞지 않는 많은 측면 중 하나였는데, 영토를 지방으로 전환함으로써 국왕은 막대한 경제적 자원을 박탈당했다는 점이다. 구 체제 하에서는 스페인의 해외 영토에서 거둬들인 세금이 왕실 재정으로 직접 들어갔다. 1812년 헌법 하에서는 국가 행정 기구로 들어갔을 것이다.

### 아윤타미엔토스
1812년 헌법이 스페인령 아메리카의 신생 국가들에 미친 영향은 매우 직접적이었다. 멕시코의 미겔 라모스 아리스페, 칠레의 호아킨 페르난데스 데 레이바, 페루의 비센테 모랄레스 두아레스, 에콰도르의 호세 메히아 레케리카 등 스페인령 아메리카 공화국 창립의 중요한 인물들이 카디스에서 활발하게 참여했다. 헌법의 한 조항(제310조)은 1,000명 이상의 모든 정착촌에 지방 정부(아윤타미엔토) 설립을 규정했다. 이 조항은 기관을 엘리트 통제에서 선거를 통한 대표 기관으로 전환하기 위해 고안되었다. 선거는 간접적이었고, 부유하고 사회적으로 저명한 사람들에게 유리했다. 이 제안은 라모스 아리스페로부터 나왔다. 이는 반도와 아메리카 모두에서 세습 귀족의 희생으로 부르주아지에게 이득이 되었는데, 아메리카에서는 특히 크리오요족이 아윤타미엔토를 지배하게 되었기 때문에 그들에게 유리했다. 쿠스코에서는 지역 엘리트들이 아윤타미엔토의 통치에 참여할 기회를 환영했다. 그들은 헌법 사본을 배포하고, 크리오요족이 지배하는 지방 대표단 및 대성당 참사회와 동맹을 맺어 반도 태생 관료들에 반대했다. 헌법은 또한 반도와 해외 모두에서 간접적으로 일정한 연방주의를 도입했다. 지역 및 지방 수준에서 선출된 기관들이 중앙 정부와 항상 일치하지 않을 수 있었기 때문이다.

## 공포

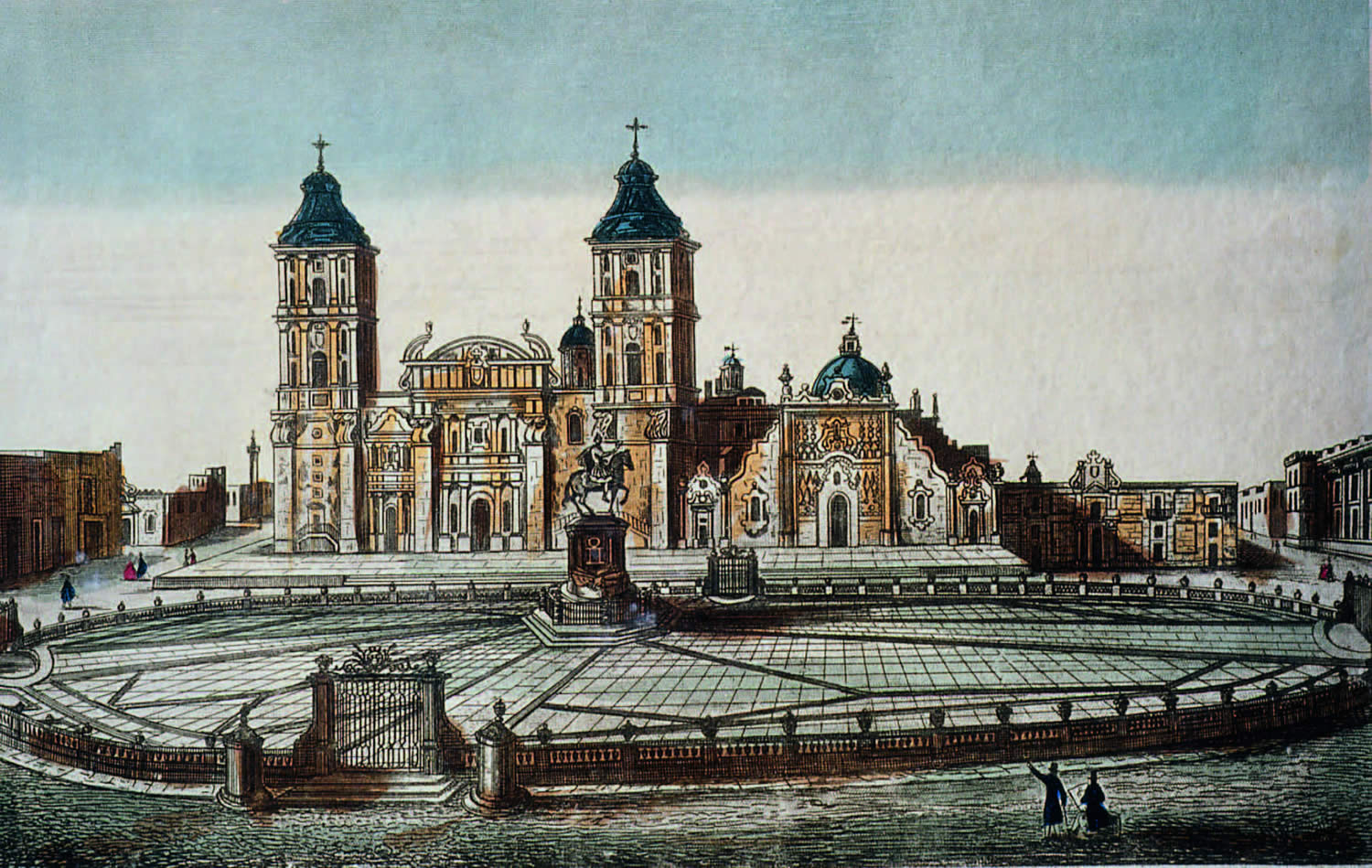
1800년경 멕시코시티의 소칼로 석판화. 광장은 공식적으로 헌법 광장으로 알려져 있다. 식민지 시대 말기에 카디스 헌법을 따서 명명되었으며, 후대의 멕시코 헌법을 따른 것이 아니다.

헌법은 1812년 3월에 서명되었지만, 제국 전역에 즉시 공포되지는 않았다. 누에바에스파냐에서는 프란시스코 하비에르 베네가스 부왕이 1812년 9월 19일에 헌법이 발표되는 것을 허용했다. 다른 주요 부왕령인 페루에서는 호세 페르난도 아바스칼 부왕이 1812년 10월 1일에 헌법을 발표했다. 베네가스는 부왕직을 맡자마자 며칠 전에 터진 미겔 이달고 이 코스티야 신부의 대규모 봉기에 즉시 대처해야 했다. 경험이 없는 베네가스는 두 가지 주요 동시 권력 위기, 즉 반란과 헌법에 따른 새로운 정부 시스템의 공포를 처리하기 위해 애썼다. 아바스칼은 언론의 자유를 의무화하는 헌법 조항에도 불구하고 선거 과정과 언론 통제(제371조)를 통제할 수 있었다. 헌법은 키토에서 1813년 7월 18일까지 공포되지 않았다.

## 폐지 및 복원

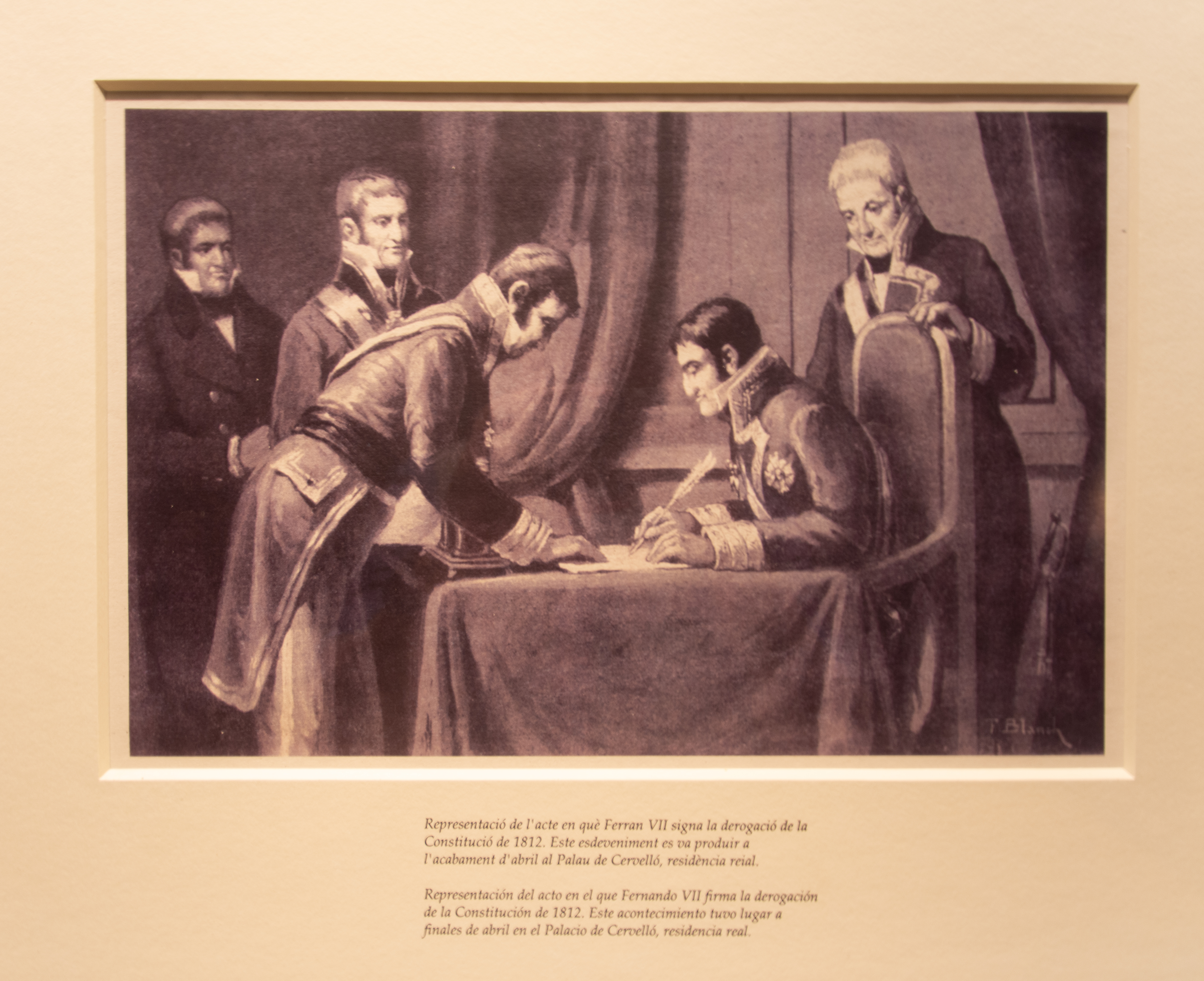
발렌시아 세르베욘 궁전에서 페르난도 7세가 1812년 헌법을 폐지하는 모습.

페르난도 7세가 1814년 3월 연합국에 의해 복위되었을 때, 그가 스페인 정부의 이 새로운 헌장을 받아들일지 거부할지에 대해 즉시 결심했는지는 분명하지 않다. 그는 처음에는 헌법을 지지하겠다고 약속했지만, 많은 도시에서 그를 전제군주로 환영하며 광장의 이름을 헌법 광장으로 바꾸었던 표지판을 부수는 군중을 거듭 만났다. 코르테스의 69명의 의원들은 절대주의 복원을 촉구하는 이른바 "페르시아인들의 선언문"에 서명했다. 몇 주 내에 보수주의자들의 격려와 로마 가톨릭교회 계층의 지지를 받아, 그는 5월 4일에 헌법을 폐지하고 5월 10일에 많은 자유주의 지도자들을 체포했으며, 그의 부재 중에 그의 동의 없이 소집된 코르테스에 의해 만들어진 불법적인 헌법을 거부하는 것으로 자신의 행동을 정당화했다. 그리하여 그는 주권이 오직 그의 인격에만 존재한다는 부르봉 왕조의 원칙을 다시 주장하게 되었다.
페르난도의 절대주의 통치는 전통적인 권력 보유자들, 즉 성직자, 귀족, 1808년 이전의 관직 보유자들에게 보상했지만, 스페인에 입헌군주제를 보고자 했던 자유주의자들, 또는 프랑스에 대항하는 전쟁 노력을 이끌었지만 전전 정부의 일부가 아니었던 많은 이들에게는 보상하지 않았다. 이러한 불만은 페르난도의 복위 후 5년 동안 헌법을 복원하려는 여러 차례의 실패한 시도로 이어졌다. 마침내 1820년 1월 1일 라파엘 델 리에고, 안토니오 키로가 및 다른 장교들이 안달루시아에서 헌법 시행을 요구하는 육군 장교들의 반란을 시작했다. 이 운동은 스페인의 북부 도시와 지방에서 지지를 얻었고, 3월 7일까지 국왕은 헌법을 복원했다. 다음 2년 동안 다른 유럽 군주국들은 자유주의자들의 성공에 경각심을 가지고 1822년 베로나 회의에서 페르난도 7세를 지원하기 위해 스페인에 왕당파 프랑스 군대의 개입을 승인했다. 1823년 8월 트로카데로 전투 이후 페르난도가 코르테스의 통제에서 벗어나자, 그는 자유주의자들과 헌법주의자들에게 격렬하게 맞섰다. 페르난도 사망 후인 1833년, 헌법은 1837년 헌법이 초안되는 동안 1836년과 1837년에 다시 잠시 시행되었다. 1812년 이후 스페인에는 총 7개의 헌법이 있었으며, 현재 헌법은 1978년부터 시행되고 있다.

## 유산

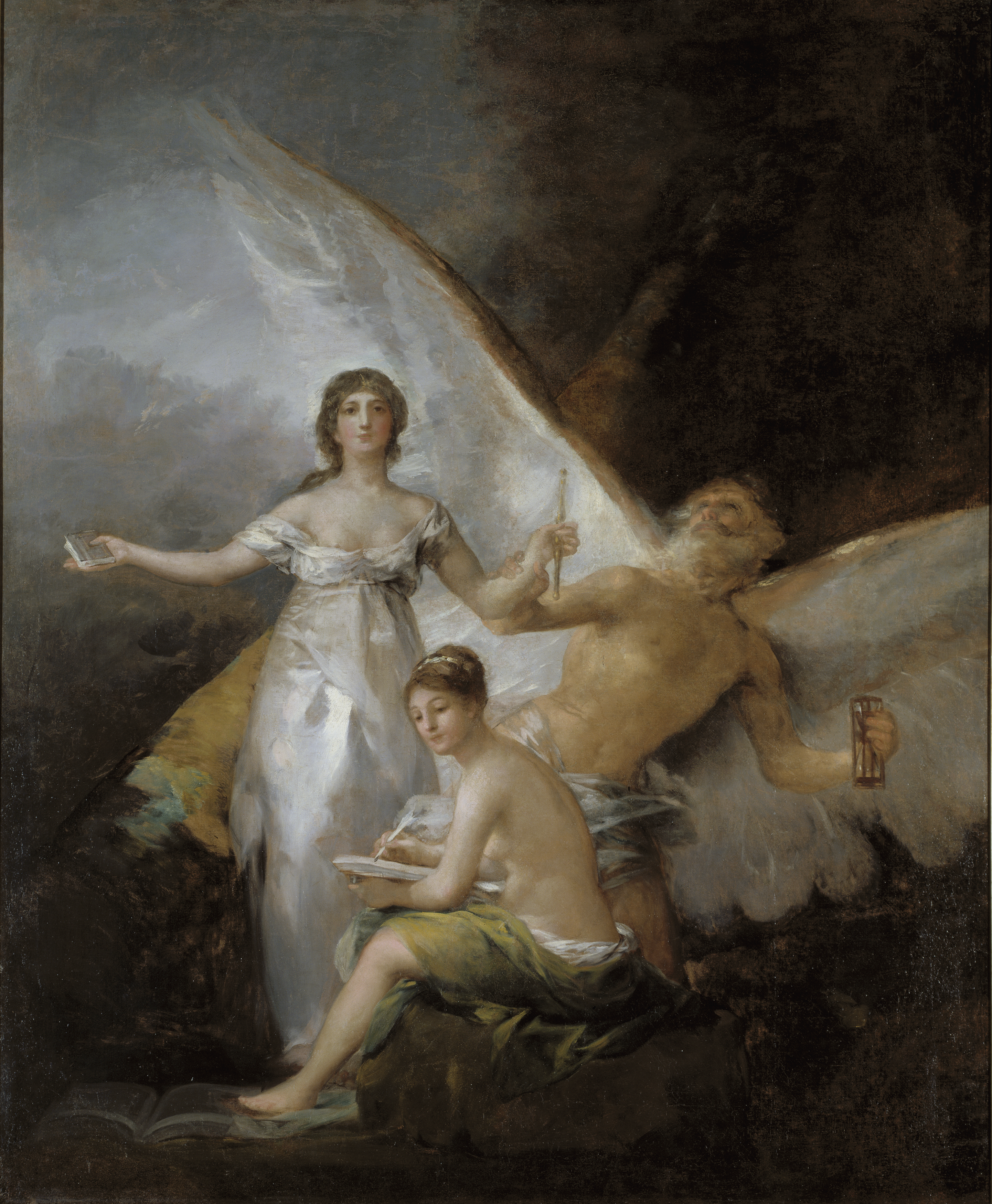
1812년 헌법을 주제로 한 우의화, 프란시스코 데 고야, 스웨덴 국립미술관.

카디스 코르테스는 1812년 3월 19일 카디스에서 공포된 최초의 스페인 성문 헌법을 만들었으며, 이는 스페인 자유주의의 창립 문서로 간주된다. 이는 전 세계적으로 고전적 자유주의 또는 보수자유주의의 초기 사례 중 하나이다. 이는 프랑스 혁명의 일부를 거부하는 자유주의 흐름의 "성스러운 법전"이라고 불리게 되었다. 19세기 초에는 여러 지중해 및 라틴 아메리카 국가들의 자유주의 헌법의 모델이 되었다. 이는 1814년 노르웨이 헌법, 1820년 포르투갈 헌법, 1824년 1824년 멕시코 헌법의 모델이 되었으며, 1820년과 1821년 카르보나리당의 반란 동안 여러 이탈리아 주에서 약간의 수정과 함께 시행되었다. 1821년 멕시코의 이괄라 계획은 카디스 헌법에 대한 반작용이었다. 아구스틴 데 이투르비데는 스페인 정부가 점점 더 자유주의적으로 변하는 것을 좋아하지 않았고, 대신 상황이 예전으로 돌아가기를 원했다. 이괄라 계획은 로마 가톨릭 교회의 권력을 줄이는 대신 늘렸고, 스페인 왕자가 와서 그들을 통치할 것을 요구했다.

## 갤러리

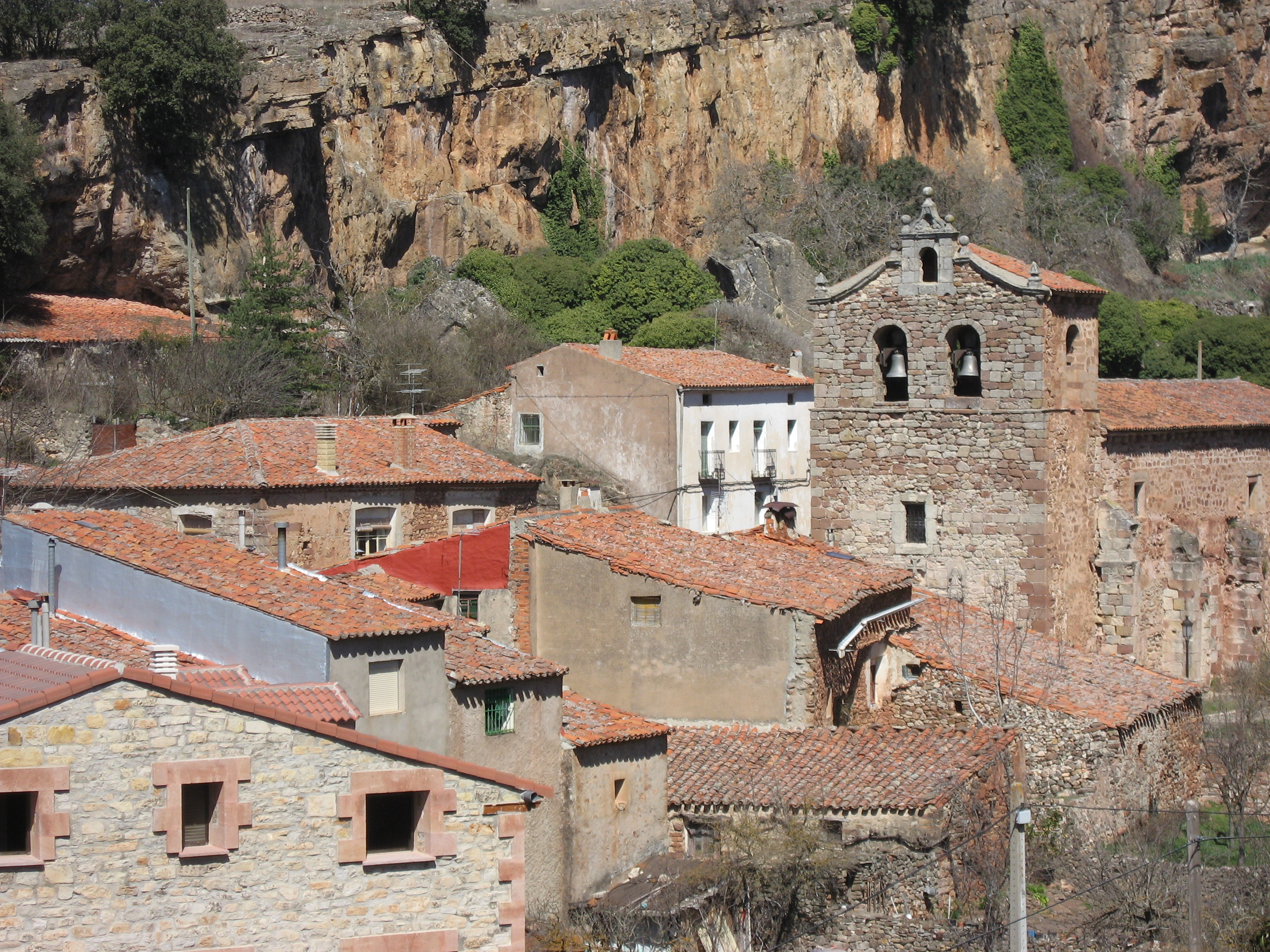
앙기타. 1812년 헌법에 따라 최초의 지방 의회가 설립된 조약이 체결된 곳.
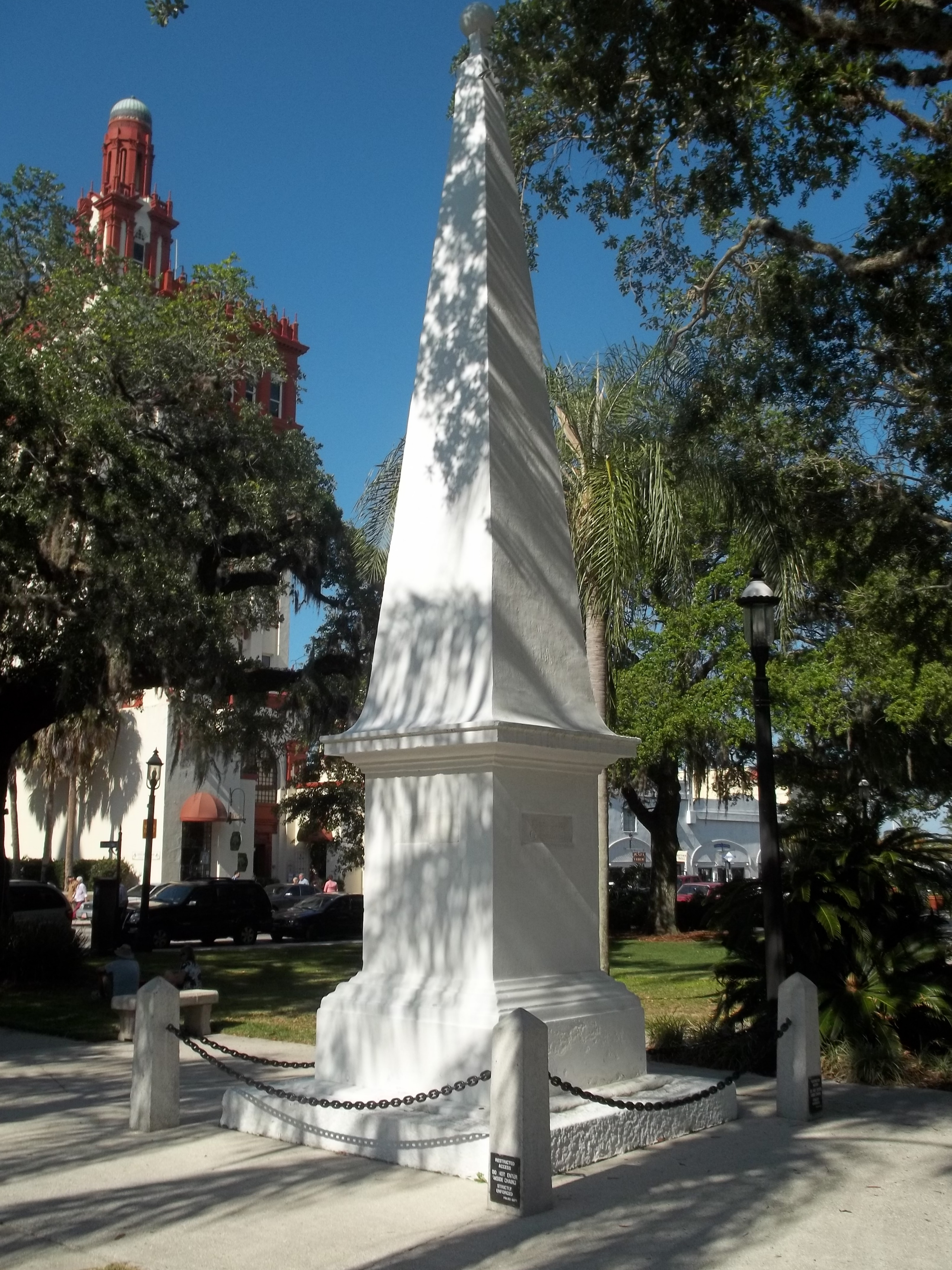
세인트오거스틴에 있는 1812년 헌법 기념비. 이 오벨리스크는 도시가 스페인령 플로리다의 수도였을 때 세워졌다.
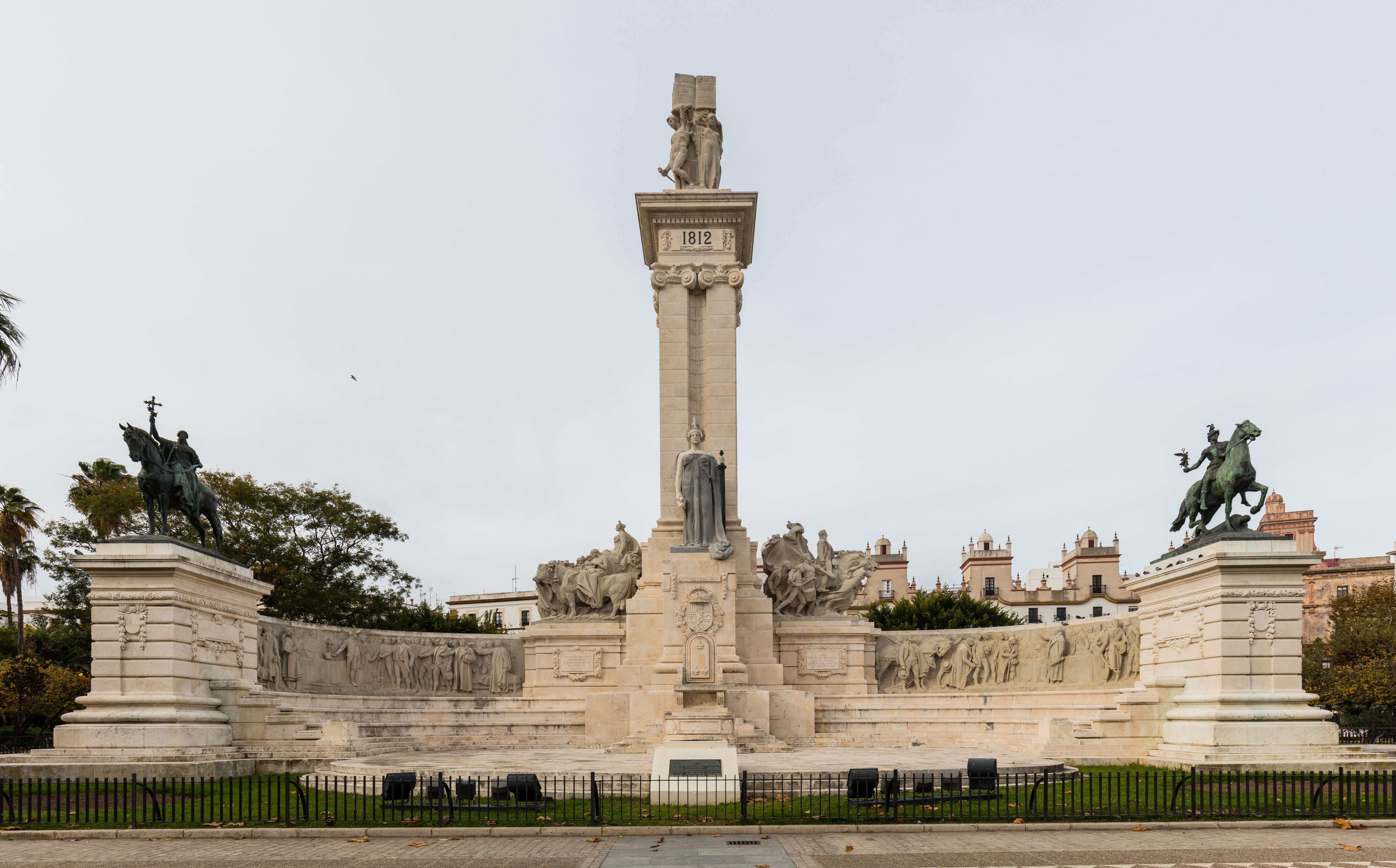
스페인 카디스의 1812년 헌법 기념비

## 같이 보기
- 스페인 아메리카 지방 의원
- 바이욘 헌법
- 카디스
- 카디스 코르테스
- 도스 데 마요 봉기
- 멕시코 민주주의의 역사
- 스페인 헌법 목록
- 프랑스 민법전
- 국민으로의 주권 복귀
- 산페르난도 (카디스)
- 스페인령 아메리카 독립 전쟁
- 스페인 반란

## 1차 자료
- The Political Constitution of the Spanish Monarchy. 보관됨 9 1월 2019 - 웨이백 머신 Biblioteca Virtual "Miguel de Cervantes" on-line version of a partial translation originally published in Cobbett's Political Register, Vol. 16 (July–December 1814).

## 추가 자료
- Anna, Timothy E. "The Rise of Constitutional Government in the Iberian Atlantic World: The Impact of the Cádiz Constitution of 1812." (2018): 523–524.
- Annino, Antonio, "Cádiz y la revolución territorial de los pueblos mexicanos, 1812–1821." Historia de las elecciones en Iberoamérica, siglo XIX. De la formación del espacio político nacional: 177–226.
- Artola, Miguel. La España de Fernando VII. Madrid: Espasa-Calpe, 1999. ISBN 84-239-9742-1
- Benson, Nettie Lee, ed. Mexico and the Spanish Cortes. Austin: University of Texas Press, 1966.
- Congleton, Roger D. "Early Spanish Liberalism and Constitutional Political Economy: The Cádiz Constitution of 1812. 2010." (2010): 18–19.
- Davis, John. "The Spanish Constitution of 1812 and the Mediterranean Revolutions (1820–25)." Bulletin for Spanish and Portuguese Historical Studies 37.2 (2012): 7.
- Eastman, Scott, and Natalia Sobrevilla Perea, eds. The rise of constitutional government in the Iberian Atlantic world: the impact of the Cádiz Constitution of 1812. University of Alabama Press, 2015.
- Esdaile, Charles J. Spain in the Liberal Age. Oxford; Malden, Mass.: Blackwell, 2000. ISBN 0-631-14988-0
- Garrido Caballero, Magdalena. "The Legacy of 1812 in Spain and Russia." Istoriya 7.8 (52) (2016): 10–20.
- Hamnett, Brian. "The Medieval Roots of Spanish Constitutionalism." The Rise of Constitutional Government in the Iberian Atlantic World (1812): 19–41.
- Harris, Jonathan, "An English utilitarian looks at Spanish American independence: Jeremy Bentham's Rid Yourselves of Ultramaria," The Americas 53 (1996), 217–233
- Herr, Richard, "The Constitution of 1812 and the Spanish Road to Constitutional Monarchy," pp. 65–102 (notes on pp. 374–380) in Isser Woloch, ed. Revolution and the Meanings of Freedom in the Nineteenth Century. Stanford, California: Stanford University Press, 1996. ISBN 0-8047-4194-8. (A volume in the publisher's series The Making of Modern Freedom.)
- Kobyakova, Ekaterina. "The Idea of Civil Society in the Cádiz Constitution of 1812 and the Spanish Constitution of 1978." Istoriya 7.8 (52) (2016): 10–20.
- Lovett, Gabriel. Napoleon and the Birth of Modern Spain. New York: New York University Press, 1965.
- Mecham, J. Lloyd. "The origins of federalism in Mexico." The Hispanic American Historical Review 18.2 (1938): 164–182.
- Mirow, Matthew C. "Visions of Cádiz: the Constitution of 1812 in historical and constitutional thought." Studies in Law, Politics, and Society 53 (2010): 59–88.
- Muck, Allison. The Constitution of 1812: An Exercise in Spanish Constitutional Thought. Diss. Pennsylvania State University, 2015.
- Rieu-Millan, Marie Laure. Los diputados americanos en las Cortes de Cádiz: Igualdad o independencia. Madrid: Consejo Superior de Investigaciones Científicas, 1990. ISBN 978-84-00-07091-5
- Ripoll, Carlos. St. Augustine and Cuba: The Monument to the 1812 Spanish Constitution. Editorial Dos Ríos, 2002.
- Roberts, Stephen GH, and Adam Sharman. 1812 Echoes: The Cadiz Constitution in Hispanic History, Culture and Politics. Cambridge Scholars Publishing, 2013.
- Rodríguez O., Jaime E. The Independence of Spanish America. Cambridge University Press, 1998. ISBN 0-521-62673-0
- Rodríguez O., Jaime E. "'Equality! The Sacred Right of Equality': Representation Under the Constitution of 1812." Revista de Indias 68.242 (2008): 97–122.
- Rodríguez, Mario. The Cádiz Experiment in Central America, 1808 to 1826. Berkeley: University of California Press, 1978. ISBN 978-0-520-03394-8
- Saenz, Charles Nicholas. "Slaves to Tyrants: Social Ordering, Nationhood, and the Spanish Constitution of 1812." Bulletin for Spanish and Portuguese Historical Studies 37.2 (2012): 4.
- Schofield, Philip. "Jeremy Bentham and the Spanish Constitution of 1812." Happiness and Utility: Essays Presented to Frederick Rosen (2019): 40.
- Sobrevilla Perea, Natalia. "The Rise of Constitutional Government in the Iberian Atlantic World. The impact of the 1812 Cadiz Constitution of 1812." (2015).
- Zimmerman, A.F. "Spain and Its Colonies, 1808–1820." Hispanic American Historical Review 11:4(1931) 439–463